# تپه کانی درویش ۱
تپه کانی درویش ۱ مربوط به دوره اشکانیان - دوره ساسانیان - سدهٔ ۶ تا ۸ ه.ق است و در شهرستان شاهین دژ، بخش مرکزی، دهستان محمودآباد، روستای آق تپه واقع شده و این اثر در تاریخ ۷ اسفند ۱۳۸۵ با شمارهٔ ثبت ۱۷۶۵۶ به‌عنوان یکی از آثار ملی ایران به ثبت رسیده است.